# کوجو یوکی‌ایه
کوجو یوکی‌ایه (به ژاپنی: 九条 幸家 Kujō Yukiie) (۱۵۸۶-۱۶۶۵ میلادی) یک کوگیو یا مقام درباری در دوره ادو بود. همسر او تویوتومی ساداکو نام داشت.